# SHALLOW SLEEP
「SHALLOW SLEEP」（シャロウ スリープ）は、日本のロックバンド・L'Arc〜en〜Cielのボーカリストで、シンガーソングライターであるHYDEの3作目のシングル。2002年2月27日発売。発売元はKi/oon Records内に設立した自身の主宰レーベル、HAUNTED RECORDS。

## 解説
前作「Angel's tale」から約3ヶ月ぶりとなる＜静＞をコンセプトとした第三弾ソロシングル。なお、本作は1stアルバム『ROENTGEN』の先行シングルとなっている。
本作の表題曲「SHALLOW SLEEP」は、前作までの幻想的な世界観を継承しつつも、今まで内包し閉じていた熱気の側面を覗かせるミディアムナンバー。なお、この曲はアルバムに欠けていた最後のピースを埋めるために制作されており、前2作と異なりある種のポップ感が前面に出た楽曲に仕上げられている。HYDEはアルバム発売時に受けたインタビューの中で、この曲を制作を振り返り「最初のイメージは、もっと淡々とした曲だったんだけど。ついついハデになっちゃった（笑）。もっとも計算外の曲かもしれない」と述べている。
なお、この曲の制作には、前2作と同様にイアン・カーナウとデイヴ・フォードが共同編曲者、前作から引き続きピップ・ウィリアムズがオーケストラアレンジャーとして参加している。また、デヴィッド・シルヴィアンのアルバム『ブリリアント・トゥリーズ』の制作に参加していたフィル・パーマーがギターを担当している他、クリス・ローレンスがコントラバス、イアン・トーマスがドラムス、ソニア・スラニーがヴァイオリン、トニー・プリースがチェロでレコーディングに参加している。
ちなみにこの曲のタイトルは、歌詞のテーマが「夢」であることを踏まえ、人間が夢を見るタイミングとされている"浅い眠り（レム睡眠）"から取られている。なお、ミュージック・ビデオでも夢の中の世界が舞台になっている。HYDEはこの曲のミュージック・ビデオの印象について「夢と現実がごちゃごちゃになったような感じの映像」と語っている。
カップリングには、表題曲のリアレンジバージョンとなる「SHALLOW SLEEP (english ensemble)」を収録している。この曲は、ピアノをベースに、バックで鳴るオーケストラによる音色が印象的なアレンジになっている。また、このバージョンでは歌詞がすべて英語詞に変更されている。なお、HYDEはリアレンジバージョンを制作する際に、アレンジャーに「ピアノ・アレンジにあったオーケストラをつけてほしい」と頼んだというが、アレンジされた音源が完璧だったため、そのまま歌い入れを行ったと語っている。
本作は、初回限定盤（8cmCD）と通常盤（12cmCD）の2形態でリリースされた。初回限定盤仕様は8cmシングルかつ棺桶型の特別ケースになっている。なお、ジャケットデザインには前2作と同様に花が描かれている。今回は「evergreen」のバラ、「Angel's tale」のトルコキキョウに続き、白い百合が標本のように磔にされたアートワークになっている。余談だが、「白百合」の花言葉は"純潔"や"繊細な美しさ"、"常に新しい美"となっている。

## 収録曲
| 全作詞・作曲: HYDE。 |                                      |      |            |                       |      |
| #                    | タイトル                             | 作詞 | 作曲・編曲 | 編曲                  | 時間 |
| 1.                   | 「SHALLOW SLEEP」                    | HYDE | HYDE       | Ian Curnow, Dave Ford | 4:49 |
| 2.                   | 「SHALLOW SLEEP (english ensemble)」 | HYDE | HYDE       | Ian Curnow, Dave Ford | 4:33 |

## タイアップ
SHALLOW SLEEP
- 日本テレビ系番組『スーパーテレビ情報最前線』エンディングテーマ

## 参加ミュージシャン
SHALLOW SLEEP
- HYDE：Vocal
- Ian Curnow：Programming, Keyboards
- Dave Ford：Programming, Keyboards
- Phil Palmer：Acoustic & E.Guitar
- Chris Laurence：Double Bass
- Ian Thomas：Drums
- Pip Williams：Orchestral Arrangement
- James Shearman：Orchestral Conducter
- Gavyn Wright：Strings Section Leader
- Sonia Slany：Solo Violine
- Tony Pleeth：Solo Cello
- Lynne Hobday：English Translation

SHALLOW SLEEP (english ensemble)
- HYDE：Vocal
- Ian Curnow：Programming, Keyboards
- Dave Ford：Programming, Keyboards
- Chris Laurence：Double Bass
- Dave Arch：Piano, Organ
- Pip Williams：Orchestral Arrangement
- James Shearman：Orchestral Conducter
- Gavyn Wright：Strings Section Leader
- Tony Pleeth：Solo Cello
- Lynne Hobday：English Translation

## 収録アルバム
- 『ROENTGEN』 (#1)
- 『ROENTGEN.english』 (#1、#2)
- 『HYDE COMPLETE BOX 2001-2003』 (#1、#2)